# This Mixtape is Fire.
This Mixtape is Fire. – minialbum amerykańskiego producenta muzycznego Dillona Francisa, wydany 14 sierpnia 2015 roku przez Mad Decent i Columbia Records. Wydanie CD jest sprzedawane wyłącznie przez oficjalny sklep internetowy artysty. Album był notowany na listach przebojów w Stanach Zjednoczonych i Kanadzie.

## Lista utworów
1. „Bruk Bruk (I Need Your Lovin)” – 3:12
2. „What's Your Name” (Dillon Francis & Calvin Harris) – 3:48
3. „Bun Up the Dance” (Dillon Francis & Skrillex) – 3:34
4. „Pull It” (Dillon Francis & Bro Safari) – 3:06
5. „Coming Over” (Dillon Francis & Kygo feat. James Hersey) – 2:58
6. „Lies” (feat. Chromeo) – 2:17
7. „I Can't Take It” (Party Favor Remix) – 4:01

## Notowania na listach
| Lista (2013/14)                             | Najwyższa pozycja |
| ------------------------------------------- | ----------------- |
| Stany Zjednoczone (Billboard 200)           | 39                |
| Stany Zjednoczone (Dance/Electronic Albums) | 1                 |
| Stany Zjednoczone (Top Digital Albums)      | 9                 |
| Kanada (Billboard Canadian Albums)          | 11                |